# Tissu topique
Cet article possède un paronyme, voir Tristes Tropiques.
Tissu topique - Toiles de Mayenne à Fontaine-Daniel depuis 1806,  est un ouvrage collectif retraçant l'histoire de Toiles de Mayenne à l'occasion de son bicentenaire, ainsi que de l'indissociable lieu de cette histoire : Fontaine-Daniel et son abbaye. 
Livre de 287 pages paru en juin 2006 chez Gallimard, accompagné de 2 CD "Voix et sons de Fontaine-Daniel". Préface de Régis Debray.
Sommaire abrégé :
1. Brève histoire de l'abbaye de Fontaine-Daniel 1205-1791, 22 p. par Nicole Villeroux, écrivain,
2. Une épopée cotonnière : Fontaine-Daniel 1806-2006, 142 p. par Sabine Jansen, historienne[2],
3. Sur la trace des bâtisseurs, espace et architecture à Fontaine-Daniel, 39 p. par Nicola Denis,
4. Guerres, amours et utopies, quelques réflexions autour de la question sociale à Fontaine-Daniel, 29 p. par Raphaël Denis
5. Annexes